# Jason Marsden
Jason Christopher Marsden (Providence, Rhode Island, 3 de enero de 1975) es un actor, actor de voz, productor y director estadounidense. Es el hermano menor del actor James Marsden.

## Biografía
Marsden nació en Providence, Rhode Island, hijo de Linda y Myles Marsden. Linda fue un exmodelo de moda y Myles fue un antiguo bailarín del Ballet Nacional de Yugoslavia.

## Trayectoria
En 1987, a la edad de 12 años, Marsden consiguió su primer papel importante en una película de ciencia ficción Robot Jox, que se estrenó dos años después de la filmación debido a problemas financieros del estudio y la inevitable bancarrota en ese momento. Luego interpretó a Alan Quartermaine, Jr. en la telenovela Hospital General. Continuó este rol durante dos años, mientras seguía asistiendo a la escuela primaria. Esto fue seguido poco después por el papel de Eddie Munster en la nueva versión de la serie de TV The Munsters titulada The Munsters Today. Al mismo tiempo, también tuvo su primer papel como actor de voz en una caricatura, la de Cavin en las últimas temporadas de la serie de televisión Disney's Adventures of the Gummi Bears, además de ser el joven locutor de Mickey Mouse Club y otros infomerciales de Disney.
Marsden continuó su carrera con muchas apariciones como estrella invitada en comedias de máxima audiencia. En 1990, fue la voz de Peter Pan en Peter Pan and the Pirates, que se desarrolló durante dos temporadas, y en 1992 consiguió el papel de Dash X en Eerie, Indiana.
Le prestó su voz a Thackery Binx como un gato negro en la película Hocus Pocus de Disney y repitió el papel en el Hocus Pocus Villain Spelltacular.
Sus siguientes papeles incluyeron la voz de Max Goof, el hijo de Goofy, en A Goofy Movie (1995), de Disney, así como en la secuela An Extremely Goofy Movie (2000) y también tuvo un papel en White Squall (1996). Marsden también hizo la voz de Garrett Miller en Extreme Ghostbusters y las versiones más jóvenes de Shere Khan y King Louie en Jungle Cubs, que fue una creación de la exitosa película de Disney Jungle Book y además repitió su papel como Max Goof en la Casa del Ratón de Disney.
Algunos otros papeles en la cámara fueron el de Rich Halke (el mejor amigo de JT) en Step by Step, el cual encarnó desde 1995 hasta la cancelación del programa en 1998; y Nelson Burkhard (novio rico de DJ) en Full House. En Boy Meets World interpretó a un personaje donde usó su nombre real y fue el mejor amigo de Eric Matthews. Interpretó al joven Burt Ward/Robin en la película de televisión de 2002 Return to the Batcave: The Misadventures of Adam and Burt. En 1999, actuó en Tarzán, de Walt Disney Animation Studios, como miembro de la familia de gorilas.
Desde Step by Step, Marsden proporcionó voces para numerosos programas de televisión y juegos de computadora animados. Apareció en una película de video directo, como la voz de Kovu en The Lion King II: Simba's Pride (1998), y narró muchas de las características especiales del DVD de la edición especial del Rey León. Fue la voz de Haku en el doblaje estadounidense de Sen to Chihiro no kamikakushi (más conocida como Spirited Away) (2001). También dio voz a Richie Foley/Gear en la serie de televisión Static Shock. En el videojuego Baldur's Gate II: Shadows of Amn, prestó su voz a varios personajes, entre los que destaca Lilarcor, la espada que habla, y el druida Cernd.
Su primera incursión en la dirección fue en un episodio de la serie de Nickelodeon The Journey of Allen Strange (1997). También dirigió, escribió, produjo y editó The Greatest Short Film Ever!!! en 2004.
Ha realizado trabajos de voz en off en varias series animadas de DC-Warner Bros; como Clark Kent como adolescente en Superman: The Animated Series, como Snapper Carr en Justice League, como Billy Numerous en Teen Titans, como Donny Grasso en un episodio de Batman Beyond, como Danger Duck en Loonatics Unleashed y como el villano Firefly en The Batman y como Paco en Batman: The Brave and the Bold. Más adelante, interpretó a Impulse y The Atom en Young Justice: Invasion. También encarnó a Chase Young en Xiaolin Showdown.
Dio voz a Tak en el videojuego Tak and the Power of Juju, y repitió el papel en Tak 2: The Staff of Dreams y Tak: The Great Juju Challenge.
Desde finales del verano de 2004 hasta principios de la primavera de 2007, Marsden fue el principal anunciador de Toon Disney (excluyendo a Jetix), pero también se desempeñó como anunciante a tiempo parcial para Disney Channel. Apareció en la película Fun with Dick and Jane como cajero en la gasolinera, y encarnó a Tasslehoff Burrfoot en la película Dragonlance: Dragons of Autumn Twilight.
En 2012, Marsden hizo la voz del personaje de Final Fantasy XIII-2 Noel Kreiss, de Kade Burns y Fingers en la serie Transformers: Rescue Bots y Kaijudo, y continuó brindando las voces de Nermal, Vito, Doctor Bonkers y muchos más en El Show de Garfield. En 2013, hizo la voz de Aye-Aye en The Legend of Korra.

## Vida personal
Marsden está casado con Christy Hicks desde octubre de 2004; juntos tienen un hijo, el cual nació en febrero de 2010. Actualmente viven en Nashville, Tennessee. Marsden es un fanático de la lucha profesional de toda la vida y es amigo del afamado promotor de Memphis Jerry Barrett.

## Filmografía
| Año  | Título                  | Papel             | Notas                                                                 | Fuentes |
| ---- | ----------------------- | ----------------- | --------------------------------------------------------------------- | ------- |
| 1995 | A Goofy Movie           | Max Goof          |                                                                       | [ 5 ]   |
| 1999 | Tarzán                  | Mungo             |                                                                       |         |
| 2001 | El viaje de Chihiro     | Haku              | Doblaje en inglés                                                     | [ 5 ]   |
| 2006 | Brother Bear 2          | Kenai             | Tráiler original; sustituido por Patrick Dempsey en la película final |         |
| 2013 | Monsters University     | Voces adicionales |                                                                       |         |
| 2016 | The Secret Life of Pets | Voces adicionales |                                                                       |         |
| 2023 | The Shift               | Cyrus             |                                                                       |         |

| Año     | Título                                  | Papel                                      | Notas                  | Fuentes |
| ------- | --------------------------------------- | ------------------------------------------ | ---------------------- | ------- |
| 1990    | Cartoon All-Stars to the Rescue         | Michael                                    | Especial de televisión |         |
| 1998    | The Lion King II: Simba's Pride         | Kovu adulto                                |                        | [ 5 ]   |
| 2000    | An Extremely Goofy Movie                | Max Goof                                   |                        | [ 5 ]   |
| 2002    | The Boy Who Cried Alien                 | Director de escuela                        |                        |         |
| 2004    | Tales of a Fly on the Wall              | Kip                                        |                        |         |
| 2004–06 | The Jimmy Timmy Power Hour              | Chester McBadbat                           |                        | [ 5 ]   |
| 2004    | Felix the Cat Saves Christmas           | Profesor                                   |                        | [ 5 ]   |
| 2004    | Mickey's Twice Upon a Christmas         | Max Goof                                   |                        |         |
| 2008    | Dragonlance: Dragons of Autumn Twilight | Tasslehoff Burrfoot                        |                        | [ 5 ]   |
| 2008    | Batman: Gotham Knight                   | Cop, Doctor, Youth 2, Thomas Wayne, Doctor |                        | [ 5 ]   |
| 2007    | Garfield Gets Real                      | Nermal                                     |                        | [ 5 ]   |
| 2008    | Garfield's Fun Fest                     | Nermal, Ramon                              |                        | [ 5 ]   |
| 2009    | Garfield's Pet Force                    | Nermal, Abnermal                           |                        | [ 5 ]   |
| 2014    | We Wish You a Merry Walrus              | Sydmull                                    | Especial de televisión | [ 5 ]   |

| Año       | Título                                                    | Papel                                        | Notas                              | Fuentes     |
| --------- | --------------------------------------------------------- | -------------------------------------------- | ---------------------------------- | ----------- |
| 1985–1988 | General Hospital                                          | Alan "AJ" Quartermaine, Jr. # 3              |                                    |             |
| 1988–1991 | The Munsters Today                                        | Edward Wolfgang "Eddie" Munster              |                                    |             |
| 1990      | Robot Jox                                                 | Tommy                                        |                                    |             |
| 1990      | Almost an Angel                                           | Chico #2                                     |                                    |             |
| 1991      | Star Trek: The Next Generation                            | Raymond Marr                                 | Voz, sin acreditar                 |             |
| 1992      | Eerie, Indiana                                            | Dash X                                       |                                    |             |
| 1992      | Mr. Saturday Night                                        | Buddy, edad de 15                            |                                    |             |
| 1993      | Almost Home                                               | Gregory Morgan                               |                                    |             |
| 1993      | Hocus Pocus                                               | Thackery Binx                                | Voz                                | [ 5 ] [ 6 ] |
| 1993      | The Adventures of Brisco County, Jr.                      | Jason Barkley                                |                                    |             |
| 1994      | Tom                                                       | Mike Graham                                  |                                    |             |
| 1994–1995 | Full House                                                | Nelson Burkhard                              | 4 episodios                        |             |
| 1994–1995 | Boy Meets World                                           | Jason                                        | 9 episodios                        |             |
| 1995–1998 | Step by Step                                              | Rich Halke                                   |                                    |             |
| 1995      | Family Reunion: A Relative Nightmare                      | Billy Dooley                                 |                                    |             |
| 1996      | White Squall                                              | Shay Jennings, primer compañero de albatross |                                    |             |
| 1998      | Star Trek: Deep Space Nine                                | Grimp                                        | 1 episodio                         |             |
| 1997      | Trojan War                                                | Josh                                         |                                    |             |
| 2001      | How to Make a Monster                                     | Bug                                          |                                    |             |
| 2002      | Will & Grace                                              | Kim                                          |                                    |             |
| 2003      | Return to the Batcave: The Misadventures of Adam and Burt | Young Burt Ward, Robin                       |                                    |             |
| 2003      | Just Shoot Me!                                            | Tony Zitelli                                 | Episodio: "The Talented Mr. Finch" |             |
| 2005      | Nice Guys                                                 | Wendell                                      |                                    |             |
| 2005      | Fun with Dick and Jane                                    | Convenience Store Clerk                      |                                    |             |
| 2009      | Locker 13                                                 | Edgar                                        | También director                   |             |
| 2011      | Pizza Man                                                 | Professor Baldini                            |                                    |             |
| 2012      | Blue Like Jazz                                            | Kenny                                        |                                    |             |
| 2013      | I Know That Voice                                         | Él mismo                                     | Documental                         | [ 7 ] [ 8 ] |
| 2016      | Fuller House                                              | Nelson Burkhard                              | 1 episodio                         |             |

| Año     | Título                                          | Rol | Notas                                                           | Fuente      |
| ------- | ----------------------------------------------- | --- | --------------------------------------------------------------- | ----------- |
| 1988–90 | Disney's Adventures of the Gummi Bears          | Cavin | 7 episodios                                                     |             |
| 1990    | Peter Pan & the Pirates                         | Peter Pan |                                                                 |             |
| 1993    | Sonic the Hedgehog                              | Dirk | Episodio: "Warp Sonic"                                          |             |
| 1993    | Mighty Max                                      | Younger Norman | Episodio: "Norman's Conquest"                                   |             |
| 1993    | Marsupilami                                     | Shnookums |                                                                 |             |
| 1994    | Batman: The Animated Series                     | Spunky Spencer | Episodio: "Baby-Doll"                                           |             |
| 1995    | The Shnookums and Meat Funny Cartoon Show       | Shnookums |                                                                 |             |
| 1995    | The Mask                                        | Skillit | 2 episodios                                                     |             |
| 1996    | Superman: The Animated Series                   | Clark Kent adolescente / Owen |                                                                 | [ 5 ]       |
| 1996–97 | Jungle Cubs                                     | Shere Khan, Prince Johar, Louie | Solo episodio piloto                                            |             |
| 1996    | Project G.e.e.K.e.R.                            | Empleado de Cappery / Chico dinosaurio | Episodio: "Geekasaurus"                                         |             |
| 1997    | Extreme Ghostbusters                            | Garrett Miller |                                                                 |             |
| 1998–99 | Histeria!                                       | William Ramsey, Bucky | 2 episodios                                                     | [ 5 ]       |
| 1999    | Xyber 9: New Dawn                               | Jack |                                                                 |             |
| 1999    | Recess                                          | James Stone | Episodio: "The Spy Who Came in from the Playground"             |             |
| 1999    | Batman Beyond                                   | Donny | Episodio: "Hooked Up"                                           | [ 5 ]       |
| 2000    | Roughnecks: Starship Troopers Chronicles        | Private Max Brutto | Episodio: "Spirits of the Departed"                             |             |
| 2000    | Buzz Lightyear of Star Command                  | Flash Flemming | Episodio: "Inside Job"                                          | [ 5 ]       |
| 2000–04 | The Weekenders                                  | Tino Tonitini, Colby, Nail, Stefan, Bobby Roy, Rhett, Secret Service Man                                                                  |                                                                 | [ 5 ]       |
| 2000–04 | Static Shock                                    | Richie Foley/Gear |                                                                 | [ 5 ]       |
| 2001–03 | Disney's House of Mouse                         | Max Goof | 8 episodios                                                     |             |
| 2001–02 | Invader Zim                                     | Torque Smackey, recurring voices | 3 episodios                                                     | [ 5 ]       |
| 2001–03 | The Legend of Tarzan                            | Mungo |                                                                 |             |
| 2001–04 | Justice League                                  | Snapper Carr |                                                                 | [ 5 ]       |
| 2002    | Even Stevens                                    | Norman Squirelli | Episodio: "Your Toast"                                          |             |
| 2002–05 | ¡Mucha Lucha!                                   | Rikochet, Mr. Midcarda, additional voices                                                                                                 |                                                                 | [ 5 ]       |
| 2002    | Teamo Supremo                                   | Ollie Jimson |                                                                 |             |
| 2002    | Rugrats                                         | Smedley | Episodio: "The Perfect Twins"                                   |             |
| 2003–04 | My Life as a Teenage Robot                      | Todd Sweeney, Lon, Lieutenant, additional voices                                                                                          | 3 episodios                                                     | [ 5 ]       |
| 2003    | Lilo & Stitch: The Series                       | Waiter, Baby Jumba Jookiba | 2 episodios                                                     |             |
| 2003–17 | The Fairly OddParents                           | Chester McBadbat #2, Imaginary Gary |                                                                 | [ 5 ]       |
| 2003    | Totally Spies!                                  | Ian | Episodio: "I Want My Mummy"                                     |             |
| 2004–07 | Kim Possible                                    | Felix Renton |                                                                 |             |
| 2004    | Yu-Gi-Oh! Duel Monsters                         | Joey's Black Jacket Opponent | Episodio: "The Darkness Returns: Part 4"                        |             |
| 2004    | The Batman                                      | Firefly, additional voices |                                                                 | [ 5 ]       |
| 2004    | Dave the Barbarian                              | Galder the Hot | Episodio: "Beef!/Rite of Pillage"                               | [ 5 ]       |
| 2004–06 | Xiaolin Showdown                                | Chase Young | 17 episodios                                                    | [ 5 ]       |
| 2004–06 | A.T.O.M.                                        | Master Guan |                                                                 |             |
| 2004–06 | W.I.T.C.H.                                      | Matt Olsen, Shagon |                                                                 |             |
| 2005–07 | Loonatics Unleashed                             | Danger Duck |                                                                 | [ 5 ]       |
| 2005    | Codename: Kids Next Door                        | Windsor, Jerry Rassic, additional voices                                                                                                  |                                                                 |             |
| 2006    | Teen Titans                                     | Red Star, Billy Numerous |                                                                 | [ 5 ]       |
| 2007    | Afro Samurai                                    | Sasuke |                                                                 |             |
| 2007    | El Tigre: The Adventures of Manny Rivera        | Camila Flores, Red Vaquero, Kali J.Wolf, La Gris Loba, Carlos Suárez                                                                      |                                                                 |             |
| 2008    | The Replacements                                | Dustin Dreamlake |                                                                 |             |
| 2008    | The Garfield Show                               | Nermal, Vito, Liz's Father, Pete the Dog Catcher, Hercules the Dog, The Mad Scientist                                                     |                                                                 | [ 5 ]       |
| 2009    | Batman: The Brave and the Bold                  | Speedy, Paco, Robin (Scooby-Doo) |                                                                 | [ 5 ]       |
| 2010    | Generator Rex                                   | Sqwydd |                                                                 | [ 5 ]       |
| 2010    | G.I. Joe: Renegades                             | Duke |                                                                 | [ 5 ]       |
| 2010    | The Super Hero Squad Show                       | Nova |                                                                 |             |
| 2010    | MAD                                             | Ty Pennington, Freddie Benson, Edward Cullen, Zeke, Jacob Black, Hiccup Horrendous Haddock III, Joe Lamb, Phil Coulson, Kid Flash, Lolcat |                                                                 | [ 5 ]       |
| 2011    | Ben 10: Ultimate Alien                          | Young Max, Antonio | 2 episodios                                                     | [ 5 ]       |
| 2011–16 | Transformers: Rescue Bots                       | Kade Burns, various characters |                                                                 | [ 5 ]       |
| 2012    | Kick Buttowski: Suburban Daredevil              | Various characters |                                                                 |             |
| 2012–13 | Young Justice: Invasion                         | Bart Allen/Impulse/Kid Flash II, Ray Palmer/Atom                                                                                          |                                                                 | [ 5 ]       |
| 2012    | Kaijudo: Rise of the Duel Masters               | Joseph "Fingers" |                                                                 | [ 5 ]       |
| 2012    | ThunderCats                                     | Leo | Episodio: "Birth of the Blades"                                 |             |
| 2012    | Scooby-Doo! Mystery Incorporated                | Horbert Feist | Episodio: "Web of the Dreamweaver!"                             |             |
| 2013    | Doc McStuffins                                  | Teddy B. |                                                                 |             |
| 2013    | The High Fructose Adventures of Annoying Orange | Fruitcake |                                                                 |             |
| 2013    | Ultimate Spider-Man                             | Oliver Osnick/Steel Spider, Weird Kid | 2 episodios                                                     | [ 5 ]       |
| 2013    | Doctor Lollipop                                 | Nurse Crackers |                                                                 |             |
| 2013–14 | The Legend of Korra                             | Aye-Aye, Huan |                                                                 | [ 5 ]       |
| 2014    | Clarence                                        | Sumo, Belson | Solo episodio piloto                                            | [ 5 ]       |
| 2014    | Beware the Batman                               | Young Bruce Wayne | Episodio: "Fall"                                                | [ 5 ]       |
| 2015    | Hulk and the Agents of S.M.A.S.H.               | Thad | Episodio: "Days of Future Smash, Part 5: The Tomorrow Smashers" | [ 5 ] [ 9 ] |
| 2016    | The Lion Guard                                  | Kovu | Episodio: "Lions of the Outlands"                               | [ 5 ]       |
| 2017    | DuckTales                                       | Voces adicionales |                                                                 |             |